# Джексон, Фатима
Фатима Линда Коллиер Джексон (англ. Fatimah Linda Collier Jackson; 1950) — американский биолог и антрополог.  Она — профессор биологии в Говардском университете и директор исследовательской лаборатории Кобба.

## Ранняя жизнь, семья и образование
В 1950 году Джексон родилась и выросла в Денвере, штат Колорадо:7. Её мать выросла в Кембридже, штат Массачусетс:7. Отец Фатимы был механиком, он умер, когда ей было шесть лет:7. Одна из ее прабабушек является потомком народа чокто и была травницей:9. Она посещала начальную школу, среднюю школу и среднюю школу, в которых учились преимущественно афроамериканцы.
После окончания школы она поступила в Колорадский университет:9. Однако она перевелась в Корнелльский университет, где с отличием по всем предметам получила степень бакалавра, магистра и доктора философии. Ее докторская диссертация была посвящена теме «Связь определенных генетических признаков с заболеваемостью и интенсивностью малярии в Либерии, Западная Африка». Она изучала биологию человека. Она и её муж Роберт Джексон провели годы, проводя исследования в Африке:10. 
В 1974 году в Танзании Джексон заразилась малярией и чуть не умерла из-за этого. Она временно ослепла и не могла ходить, но выздоровела. Этот опыт побудил её исследовать малярию на протяжении всей карьеры.

## Карьера
В 1981 году она стала доцентом кафедры антропологии Калифорнийского университета в Беркли, а в 1986 году перешла во Флоридский университет в качестве доцента. Она стала почётным профессором прикладной биологической антропологии в Мэрилендском университете после 20 лет преподавания (1990–2011), что было отмечено премией Distinguished Scholar Teacher Award в 1995 году. В 2009 году Джексон занимала должность профессора и директора по биологической антропологии в Университете Северной Каролины в Чапел-Хилл. В 2013 году она стала профессором биологии и директором Исследовательской лаборатории W Монтегю Кобба в Говардском университете. Джексон занимала должность директора Института афроамериканских исследований с 2009 по 2011 год. В настоящее время она является директором/куратором Исследовательской лаборатории У. Монтегю Кобба. Её исследования людей недавнего африканского происхождения также привели к появлению в программах PBS African American Lives, Nova и Motherland на BBC.

## Исследовательская работа
Джексон специализируется на изучении коэволюции человека и растений и антропологической генетике, особенно африканской генетике человека и популяционных биологических субструктур у народов африканского происхождения. Например, генетические изменения в эволюции человека из-за культурных миграций. Другим примером является влияние фитохимических веществ на метаболические эффекты человека:4. Она также проводила исследования взаимодействия генов и окружающей среды при хронических заболеваниях. Она разработала этногенетическое расслоение как вычислительный инструмент для определения микроэтнических групп человека и количественные подходы к пониманию влияния стратификации населения на различия в состоянии здоровья.
Значительная часть ее исследований посвящена изучению свойств маниоки, крахмалистого корня, похожего на картофель. Исследования Джексон показывают, что люди в Либерии, Западная Африка, которые потребляют значительное количество маниоки, проявляют иммунитет против определенных болезней. В частности, они демонстрируют пониженные показатели серповидноклеточной анемии и пониженную восприимчивость к малярии по сравнению с теми, кто потребляет меньше маниоки.
Джексон — директор и куратор исследовательской лаборатории Кобба в Университете Говарда, где она проводит исследования биологической истории афроамериканцев, имея доступ к крупнейшей в мире коллекции скелетных и зубных останков афроамериканцев.
Джексон публиковалась во многих научных и схоластических журналах, включая «Human Biology», «Biochemical Medicine and Metabolic Biology», «American Journal of Human Biology» и «Journal of the National Medical Association». В 2008 году Джексон опубликовал статью, в которой использовал метод этногенетического наслоения для анализа различий в состоянии здоровья среди микроэтнических групп. Текущее использование расовых моделей для анализа вариаций заболеваний может не охватывать значимую в медицине информацию. Этногенетическое наслоение опирается на вычислительные подходы, используя карты с поддержкой Геоинформационной системы для создания географических региональных профилей, которые используются для лучшего понимания риска заболеваний. Некоторая включенная информация включает местную историческую демографию, генетическое разнообразие, культурные модели и конкретные риски хронических заболеваний (такие как диетические и токсикологические воздействия). 

## Почести и награды
В 2009 году она получила премию Ника Норгана за лучшую статью, опубликованную в «Annals of Human Biology». В 2012 году она стала первым лауреатом премии Эрнеста Э. Джаста в области медицинских и оздоровительных исследований, присуждённой Исследовательским институтом Эйвери при Чарлстонском колледже и Медицинским университетом Южной Каролины.
В 2017 году она получила награду STEM Woman Researcher of the Year от Университета Говарда. В том же году она получила премию Outstanding Service Award от кафедры биологии Говардского университета.
В 2020 году Джексон была награждена премией Чарльза Р. Дарвина за достижения всей жизни от Американской ассоциации физических антропологов. Она стала первой афроамериканкой, получившей эту награду.
Она также была старшим научным сотрудником программы Фулбрайта.

## Личная жизнь
Джексон — соблюдающая мусульманка; она приняла ислам, когда училась в аспирантуре Корнелльского университета:2.
В возрасте 19 лет:10 она вышла замуж за Роберта Джексона, ныне профессора диетологии:2.  Они познакомились после того, как Фатима перевелась в Корнелльский университет:10. У них шестеро детей:2.